# 2012Spark
「2012Spark」（ニーゼロイチニースパーク）は、ポルノグラフィティの35作目のシングル。2012年2月8日にSME Recordsから発売された。

## 概要
前作「ゆきのいろ」からおよそ3か月ぶりのリリース。2012年の1作目。アルバム『PANORAMA PORNO』のリードシングル。
表題曲は映画『逆転裁判』（2012年2月11日公開東宝配給）の主題歌として書き下ろされた。映画主題歌のタイアップは、「今宵、月が見えずとも」以来9作ぶり（3年2か月ぶり）通算4度目。なお、本作収録の新曲タイトルはいずれも数字（数値）を採り入れたネーミングとなっている（後述）。
「ワンモアタイム」、「ゆきのいろ」と同様、トータル・プロデューサーの本間昭光（ak.homma）のもと、楽曲毎に異なるアレンジャーを迎える形を採用。
前作に続き、初回生産限定盤と通常盤の2種リリース。初回生産限定盤はCDとDVDの2枚組となっており、CDの3曲目（M-3）およびDVDには、『幕張ロマンスポルノ'11 〜DAYS OF WONDER〜』で披露された「ハネウマライダー」を再現したスタジオセッション（「ハネウマライダー 〜幕張Ver.〜 Studio Session」）の音源と映像がそれぞれ収録されている。
2012年1月25日、各音楽配信サービスサイトで「2012Spark」の着うた先行配信を開始（後述）。同日、ソニー・ミュージックによりポルノグラフィティの公式YouTubeチャンネルが開設され、既存作のビデオクリップとともにフルサイズで公開された。
本作のビデオクリップでは、日本のミュージック・ビデオとしては初めて、トピックライト（レーザー照明）を導入しており、CGを一切使用しない光の演出によって、終始リアルな映像となっている。レーザーを最大限に活かすために綿密なセッティング調整を繰り返し、撮影は早朝まで及んだ。  新藤晴一によれば、撮影されたのは2011年12月（クリスマス前）とのこと情報 1。YouTubeでの公開後から好評の声が寄せられたとのことから、テレビ初披露となったテレビ朝日の『ミュージックステーション』（2012年2月10日放送分）では、250人のファンを前にしたライヴ形式に「トピックライト」の演出を導入して演奏された情報 2。また、YouTubeで公開した「2012Spark」のミュージック・ビデオは、2012年4月1日時点までに再生数50万回を突破した。
本作が発売日された2月8日、ポルノグラフィティの公式がサイトがプレリニューアル（その後2月14日に正式リニューアル）。また同日行われた三池崇史と成宮寛貴による「第6回三池崇史監督 presents 大人だけの空間」にゲスト出演した。

## 収録曲
1. 2012Spark [4:07]
  - 作詞：新藤晴一　作曲：岡野昭仁　編曲：tasuku、ポルノグラフィティ　ストリングスアレンジ：tasuku、門脇大輔

映画主題歌ということで、作詞を担当した新藤によれば、鬼気迫る法廷バトルを描いた『逆転裁判』の緊張感とスリリングさ、スピード感をイメージしながら歌詞を考えたという[11]情報 1。
制作は作詞を新藤晴一、作曲を岡野昭仁とそれぞれが分担している。アレンジャーは、「煙」や「マイモデル」を手掛けたtasuku。2作ぶり3度目、表題曲では初めてとなる共同アレンジとなった。
出来あがった楽曲について、メンバーは「緊迫感のある、心に突き刺さるような楽曲になると思います。（岡野）」、「2012年という時代を切り取るつもりで書きました。（新藤）」とそれぞれコメントした[2][注 5]。
歌詞では「2012」が「にせんじゅうに」の読み方で登場するが、タイトルの読み方は先述の通り、「ニーゼロイチニースパーク」となっている[8][注 1]。ポルノグラフィティのシングル表題曲としては初めて西暦を採り入れた曲名となっており、これは東日本大震災を被った2011年という年を踏まえた、2012年の決意を込めたものとされる[21][引 1][22]。また、「Spark」には「火花」「閃光」「生気」「活力」など、激しく鮮やかな意味が込められている[23][24]。なお、イントロや間奏、アウトロなど、曲中で聴かれる「SPARK!」というコーラスについて、新藤は「そのまま『スパーク』と発音すると途切れた感じになるため、コーラスではあえて崩した感じの発音にした」と自身のラジオで語った[25]。
8thアルバム『∠TRIGGER』（2010年3月24日）制作時には既に元となった楽曲が存在していた[26]。なお、『∠TRIGGER』に収録された「ロスト」のエンディングで演奏されているメロディは本楽曲のサビの元である[26] 。
楽曲を聴いた三池崇史は「ドラマティックな主題歌」「無敵のコラボレーション」情報 2、CDジャーナルは「緊迫感と心に突き刺さるメッセージが印象的。ポルノの真骨頂といえるアグレッシヴなアップ・チューン」[27][28]、『WHAT's IN?』（藤井美保）は楽曲と歌詞について、「白刃がカンカンカンと火花を散らして斬り結ぶような危機一髪のスリリングさ、映画のイメージとシンクロしている」[21]、『B-PASS』（早川加奈子）は「ドラマチックなアップテンポの曲。切るか切られるかの時代に＜中略＞山積みにされた責任が放棄された、今の社会に対するアンチテーゼ。だからこそ前向きな“Spark”が大事と言われている気がした」[22]、とそれぞれで評された。
楽曲の初披露は『幕張ロマンスポルノ'11 〜DAYS OF WONDER〜』[29]。音源の解禁は、2012年1月2日に放送された新藤晴一のラジオ『カフェイン11』（bayfm）にて、新藤曰く、「宇宙一早くオンエア」された情報 1[30][注 6]。
テレビ初披露は、先述のテレビ朝日『ミュージックステーション』（2012年2月10日放送分）では、250人のファンを前にライヴ形式で披露[17]情報 2（演奏にはNAOTOを中心とするストリングス隊、サポートミュージシャンが参加情報 2）。なお、演奏順は「ベアーズ」以来4年5か月ぶりにトップバッターであった。ちなみに同放送の「シングルランキング」では第3位にランクインしたことで楽曲が紹介された情報 2。
2. 9.9㎡ [3:24]
  - 作詞・作曲：岡野昭仁　編曲：江口 亮、ポルノグラフィティ

メジャーからマイナーへ、マイナーからメジャーへと、テンポとともにめまぐるしく転調する激しい曲[21][22]。アレンジャーは、「ブルーバード」や「気まぐれロマンティック」などをはじめ、いきものがかりの楽曲のアレンジを手掛けるStereo Fabrication of Youthの江口 亮。江口がこの曲で行ったアレンジに、岡野、新藤ともに衝撃と刺激を受けたといい（メンバー曰く、「爆発する江口ワールド」）[31][32][33]、アルバム『PANORAMA PORNO』ではそれぞれ作った曲（新藤は「メジャー」、岡野は「電光石火」）のアレンジを江口に依頼するきっかけとなった[31][32][33]。
歌詞は、状況を打破できないことに燻ぶりながら悶々と日々を過ごす、主人公の狭い部屋の住人は、薄い壁の向こうに住む隣人（ミュージシャンの卵）にやさぐれた親近感を抱くも、次第にその隣人が「人知れず着実に進歩し続けていること」に気付く[21][22]。その様を目の当たりにした主人公は、置いてけぼりにされた気になり、焦燥感と心の乱高下にあえぐ、という隣り合った小さな部屋の2人の住人の対比を描いたもの[21]。最初は自分に嫌気がさして嘆くも、葛藤の末に“今”へ踏み出すため、最後は弾みを得ようとする主人公の視点[22]は、アマチュア時代に岡野が経験した精神状態がモデルとなっており、「どんなに遅々であってもめげずに一歩ずつ進み続けること。そこにこそ意味がある」といったメッセージが込められた、「ワンモアタイム」や「ゆきのいろ」とまた異なる形のメッセージソング[21]。ちなみに新藤は曲紹介に当たり、「主人公はダメな奴だけど、歌詞の最後に救いがちょっとある」と述べた情報 2。
藤井美保は、「デフレ・スパイラルにハマった成長のない現在のこの日本をそのまま凝縮したような歌」と例えている[21]。
読み方は「9.9（きゅうてんきゅう）平方メートル」。タイトルは歌詞に登場する部屋の広さをイメージしたもの情報 1。なお、9.9平方メートルは、地域によって異なるものの、その広さはおよそ6畳（ワンルーム）相当である。正式なタイトルが決まる以前は、Sony Music Shopなどで「薄い壁のワンルーム(仮)」と紹介されていた。
3. ハネウマライダー 〜幕張Ver.〜 Studio Session [5:22]
  - 作詞：新藤晴一　作曲：ak.homma　編曲：馬場一嘉、ポルノグラフィティ

元々は20作目のシングルの表題曲であり、ライヴの定番曲[22]。前作に収録された「元素L」のスタジオセッションに続き、『幕張ロマンスポルノ'11 〜DAYS OF WONDER〜』（2012年12月24日・25日・31日）で披露されたライヴ・バージョンを元に再現したスタジオセッション（セルフカバー）[22]。ボッサ・アレンジが施され、オリジナルとは異なる姿になっている[21][22]。ドラム、ベース、ピアノ、ヴァイオリンという編成に加え、新藤はガッド・ギター（ナイロン弦ギター）を使用している[21]。実際にライブで披露されたものと間奏の部分のアレンジが異なるため、演奏時間が短く収録されている。

### Disc 2（DVD、初回盤のみ）
1. ハネウマライダー 〜幕張Ver.〜 Studio Session [5:43]
「Disc-1」3曲目（M-3）に収録された、『Studio Session』のレコーディングの模様を収録した映像作品[13]。
『幕張ロマンスポルノ'11 〜DAYS OF WONDER〜』（2012年12月24日・25日・31日）で新たな形で演奏するために生まれた「ハネウマライダー」。セッション中の映像で新藤はガッド・ギターを使用しているが、実際のライヴでは使用したのはスティール弦ギター[21]。

## リリース一覧
| 地域 | 情報          | 規格                   | 作品                                                       | 発信元 |
| ---- | ------------- | ---------------------- | ---------------------------------------------------------- | --- |
| 日本 | 2012年1月25日 | ビデオクリップ         | 「2012Spark」                                              | YouTube |
| 日本 | 2012年1月25日 | 着信メロディ（着信音） | 「2012Spark」                                              | レコチョク |
| 日本 | 2012年1月25日 | 着うた（着信音）       | 「2012Spark」イントロVer.                                  | - アミュモバ - sony music sound - レコチョク - dwango - music.jp - JOYSOUND - オリコン - mu-mo - HAPPYうた - ヤマハミュージックメディア - ツタヤオンライン |
| 日本 | 2012年1月25日 | 着うた（着信音）       | 「2012Spark」1サビVer.                                     | - アミュモバ - sony music sound - レコチョク - dwango - music.jp - JOYSOUND - オリコン - mu-mo - HAPPYうた - ヤマハミュージックメディア - ツタヤオンライン |
| 日本 | 2012年1月25日 | 着うた（着信音）       | 「2012Spark」ラストサビVer.                                | - アミュモバ - sony music sound - レコチョク - dwango - music.jp - JOYSOUND - オリコン - mu-mo - HAPPYうた - ヤマハミュージックメディア - ツタヤオンライン |
| 日本 | 2012年2月1日  | 着うたフル(R)          | 「2012Spark」                                              | - アミュモバ - sony music sound - レコチョク - dwango - music.jp - JOYSOUND - オリコン - mu-mo - HAPPYうた - ヤマハミュージックメディア - ツタヤオンライン |
| 日本 | 2012年2月8日  | CD                     | 「2012Spark｣                                               | SME Records |
| 日本 | 2012年2月8日  | 着うた（着信音）       | 「9.9㎡」イントロVer.                                      | - アミュモバ - sony music sound - レコチョク - dwango - music.jp - JOYSOUND - オリコン - mu-mo - HAPPYうた - ヤマハミュージックメディア - ツタヤオンライン |
| 日本 | 2012年2月8日  | 着うた（着信音）       | 「9.9㎡」ラストサビVer.                                    | - アミュモバ - sony music sound - レコチョク - dwango - music.jp - JOYSOUND - オリコン - mu-mo - HAPPYうた - ヤマハミュージックメディア - ツタヤオンライン |
| 日本 | 2012年2月8日  | 着うた（着信音）       | 「ハネウマライダー 〜幕張Ver.〜 Studio Session」AメロVer.  | - アミュモバ - sony music sound - レコチョク - dwango - music.jp - JOYSOUND - オリコン - mu-mo - HAPPYうた - ヤマハミュージックメディア - ツタヤオンライン |
| 日本 | 2012年2月8日  | 着うた（着信音）       | 「ハネウマライダー 〜幕張Ver.〜 Studio Session」1サビVer.  | - アミュモバ - sony music sound - レコチョク - dwango - music.jp - JOYSOUND - オリコン - mu-mo - HAPPYうた - ヤマハミュージックメディア - ツタヤオンライン |
| 日本 | 2012年2月8日  | 着うた（着信音）       | 「ハネウマライダー 〜幕張Ver.〜 Studio Session」大サビVer. | - アミュモバ - sony music sound - レコチョク - dwango - music.jp - JOYSOUND - オリコン - mu-mo - HAPPYうた - ヤマハミュージックメディア - ツタヤオンライン |

## 演奏参加ミュージシャン
| ポルノグラフィティ                                  | ポルノグラフィティ                                                         |
| --------------------------------------------------- | -------------------------------------------------------------------------- |
| 岡野昭仁                                            | ヴォーカル、コーラス                                                       |
| 新藤晴一                                            | ギター（エレクトリック・ギター、アコースティック・ギター、ガッド・ギター） |
| ゲストミュージシャン                                |                                                                            |
| M-1「2012Spark」                                    |                                                                            |
| 玉田豊夢 （100s）                                   | ドラムス                                                                   |
| 高間有一 （Jumping Mustard / 元Jack&Betty）         | ベース                                                                     |
| 門脇大輔ストリングス （元Clacks）                   | ストリングス（ヴァイオリン）                                               |
| tasuku                                              | プログラミング、編集およびその他の音源                                     |
| M-2「9.9㎡」                                        |                                                                            |
| 石井悠也 （Dt. / 元SHURIKEN）                       | ドラムス                                                                   |
| 江口 亮 （Stereo Fabrication of Youth）             | その他の音源                                                               |
| M-3「ハネウマライダー 〜幕張Ver.〜 Studio Session」 |                                                                            |
| 松原“マツキチ”寛                                    | ドラムス                                                                   |
| スティング宮本                                      | ベース                                                                     |
| 松本圭司 （元T-SQUARE）                             | Apf、Epf                                                                   |
| クラッシャー木村                                    | ヴァイオリン                                                               |
|                                                     |                                                                            |
| 杉山一也 （ビッグボートスピリット）                 | Instrumental Technician                                                    |

## タイアップ
| 楽曲             | タイアップ                     |
| ---------------- | ------------------------------ |
| M-1「2012Spark」 | 東宝配給映画『逆転裁判』主題歌 |

## 収録アルバム
- PANORAMA PORNO (#1、PANORAMA ver.)
- PORNOGRAFFITTI 15th Anniversary "ALL TIME SINGLES" (#1)